# Rigny-Saint-Martin
Rigny-Saint-Martin is een gemeente in het Franse departement Meuse (regio Grand Est) en telt 56 inwoners (2009). De plaats maakt deel uit van het arrondissement Commercy.

## Geografie
De oppervlakte van Rigny-Saint-Martin bedraagt 15,0 km², de bevolkingsdichtheid is dus 3,7 inwoners per km².
De onderstaande kaart toont de ligging van Rigny-Saint-Martin met de belangrijkste infrastructuur en aangrenzende gemeenten.

## Demografie
Onderstaande figuur toont het verloop van het inwonertal (bron: INSEE-tellingen).